# Dinar jordà
El dinar jordà (àrab: دينار أردني, dīnār urdunī, o, simplement, دينار, dīnār, pl. دنانير, danānīr) és la moneda oficial del Regne Haiximita de Jordània i, juntament amb el nou xéquel israelià, també ho és de l'Autoritat Nacional Palestina (on s'utilitza només a Cisjordània, no a la Franja de Gaza). El codi ISO 4217 és JOD, i l'abreviació és JD. Tradicionalment s'ha subdividit en 10 dírhams (en àrab درهم, dirham, pl. دراهم, darāhim), en 100 piastres (en àrab قرش, qirx, pl. قروش, qurūx) i en 1.000 fils (en àrab فلس, fils, pl. فلوس, fulūs), tot i que des del 1992 només s'usa la piastra com a moneda fraccionària.
Es va establir el 1949 en substitució de la lliura palestina, amb el mateix valor que la lliura.
Emès pel Banc Central de Jordània (en àrab البنك المركزي الأردني, al-Bank al-Markazī al-Urdunī), en circulen monedes de ½ piastra (5 fils), 1 piastra (10 fils), 2½ piastres (25 fils), 5 piastres (50 fils), 10 piastres (100 fils), ¼ dinar, ½ dinar i 1 dinar, i bitllets d'1, 5, 10, 20 i 50 dinars.

## Taxes de canvi
- 1 EUR = 0,8559 JOD; 1 JOD = 1,1685 EUR (10 de gener del 2006)
- 1 USD = 0,7090 JOD; 1 JOD = 1,4104 USD (fixa)

Des d'octubre del 1995, el dinar jordà té un canvi fix respecte al dòlar. Segons les taxes de canvi actuals, és una de les unitats monetàries de valor més alt del món.